# Omicidio per vocazione
Omicidio per vocazione è un film del 1968 diretto da Vittorio Sindoni, conosciuto anche col titolo L'assassino ha le mani pulite, adottato dopo il fallimento della casa di produzione.

## Trama
Alla morte del vecchio Oscar, il figlio illegittimo di questi risulta unico erede della sua fortuna. I quattro figli legittimi di Oscar intraprendono una lotta legale contro il ragazzo che, qualche giorno dopo, viene rinvenuto morto sui binari di un treno. Di lì a poco anche gli altri figli di Oscar vengono uccisi da un misterioso assassino.

## Produzione
Ambientato in Francia, il film è stato girato principalmente sul lago di Bracciano vicino a Roma.

## Colonna sonora
La colonna sonora del film è stata composta da Stefano Torossi e pubblicata nel 1969 dalla CAM in formato LP con numero di catalogo Pre 2. Il disco contiene sul lato A la colonna sonora del film È stato bello amarti, mentre sul lato B contiene la colonna sonora di questo film. L'album originale è stato inoltre ristampato in Svezia nel 2009 dalla Fin de Siècle Media in CD con numero di catalogo FDS32, con i due lati invertiti, cosicché si trova prima la colonna sonora di Omicidio per vocazione e di seguito quella di È stato bello amarti. Solo il 29 aprile 2016 è stata stampata la colonna sonora completa del film dalla Digitmovies in formato CD con numero di catalogo DGST013, con l'aggiunta di numerose bonustrack.